# Baurusuchidae
Die Baurusuchidae sind eine ausgestorbene Verwandtschaftsgruppe der Mesoeucrocodylia, landbewohnende Verwandte der Krokodile, und waren von der Oberkreide bis in das Eozän in Südamerika und dem indischen Subkontinent beheimatet.

## Erstbeschreibung und Definition
Das Taxon der Baurusuchidae wurden 1945 von Llewellyn Ivor Price wissenschaftlich beschrieben. Er errichtete und definierte das Taxon anhand der Typusart Baurusuchus pachecoi. Diese Crocodylomorpha besitzen einen langgezogenen Schädel, der seitlich zusammengedrückt ist. Die Quadratbeine stehen senkrecht und das sekundäre Gaumenbein gehört dem Typus der Mesoeucrocodylia an. Die Bezahnung ist differenziert mit einer Tendenz zu extremer Reduzierung der ziphodonten Zähne (lange, seitlich zusammengedrückte, zurückgebogene und randlich gezackte Klingen) insbesondere im Oberkiefer. Die Ektopterygoiden sind groß und haben Anteil an den Rändern der inneren Nasenöffnungen.

## Verbreitung
Fossilfunde dieser hyperkarnivoren landbewohnenden Crocodylomorpha kommen aus Südamerika (Argentinien und Brasilien) und vom indischen Subkontinent (Pakistan).

## Systematik
Die Baurusuchidae bilden eine Gruppe innerhalb der Unterordnung der Notosuchia. Diese Gruppe umfasst definitionsgemäß die gemeinsamen Vorfahren von Baurusuchus und Stratiotosuchus sowie all deren Abkömmlinge.
Folgende Gattungen werden zu den Baurusuchiden gezählt:
- † Pabwehshi Wilson, Malkani & Gingerich, 2001 – Maastrichtium  – Pakistan[3]
- † Cynodontosuchus Woodward, 1896  – Coniacium bis Santonium – Argentinien
- † Gondwanasuchus Marinho, Iori, Carvalho & Vasconcelos, 2013
- † Pissarrachampsinae Montefeltro, Larsson, & Langer, 2011
  - † Campinasuchus Carvalho et al., 2011
  - † Pissarrachampsa Montefeltro, Larsson, & Langer, 2011
  - † Wargosuchus Martinelli & Pais, 2008 – Santonium – Argentinien[4]
- † Baurusuchinae Montefeltro, Larsson, & Langer, 2011
  - † Aplestosuchus Godoy, Montefeltro, Norell & Langer, 2014
  - † Baurusuchus Price, 1945 – Turonium bis Santonium – Brasilien (Adamantina-Formation)[5]
  - † Stratiotosuchus Campos, Suárez, Riff &  Kellner, 2001 – Turonium bis Santonium – Brasilien (Adamantina-Formation)

- † Bergisuchus Berg, 1966 – Eozän – Brasilien

Bergisuchus steht außerhalb der Baurusuchidae und wird einer eigenen Familie Bergisuchidae zugeordnet.